# Ильино-Полянский сельсовет
Ильино-Полянский сельсовет — муниципальное образование в Благовещенском районе Башкортостана.

## История
В 1987 году в состав сельсовета вошли селения расформированного Трактового сельсовета — посёлки Воскресенка, Никольское, Новотроицкий, Преображенское, деревни Покровское, Старогилево, Троицкое.
Согласно «Закону о границах, статусе и административных центрах муниципальных образований в Республике Башкортостан» имеет статус сельского поселения.

## Население
| 2002  | 2009  | 2010  | 2012  | 2013  | 2014  | 2015  |
| ----- | ----- | ----- | ----- | ----- | ----- | ----- |
| 2814  | ↗3101 | ↘2898 | ↘2897 | ↗2928 | ↗2946 | ↘2873 |
| 2016  | 2017  |       |       |       |       |       |
| ↘2854 | ↘2791 |       |       |       |       |       |

## Состав сельского поселения
| №  | Населённый пункт    | Тип населённого пункта       | Население |
| -- | ------------------- | ---------------------------- | --------- |
| 1  | Ильино-Поляна       | село, административный центр | ↘2039     |
| 2  | Турушла             | деревня                      | ↘351      |
| 3  | Арамелевка          | деревня                      | ↘193      |
| 4  | Рождественское      | деревня                      | ↘104      |
| 5  | Соколовское         | деревня                      | ↘63       |
| 6  | Ситники             | деревня                      | ↗32       |
| 7  | Ашкашла             | деревня                      | ↘28       |
| 8  | Воскресенка         | деревня                      | ↗17       |
| 9  | Файзуллинское       | деревня                      | ↘13       |
| 10 | 2-я Александровская | деревня                      | ↘13       |
| 11 | Уса                 | деревня                      | ↗11       |
| 12 | Пекарская           | деревня                      | ↗9        |
| 13 | Старогилево         | деревня                      | ↗9        |
| 14 | Преображенское      | деревня                      | →6        |
| 15 | Шалана              | деревня                      | ↗6        |
| 16 | Никольское          | деревня                      | →3        |
| 17 | Покровское          | деревня                      | →1        |